# Seymour Cocks
Frederick Seymour Cocks (* 25. Oktober 1882 in Darlington; † 29. Mai 1953 in Hendon) war ein britischer Politiker (Labour Party).

## Leben und Tätigkeit
Nach dem Besuch des Plymouth College wurde Cocks Journalist. Politisch gehörte er zunächst der Independent Labour Party an. Von 1914 bis 1919 und von 1925 bis nach dem Zweiten Weltkrieg gehörte er der Union of Democratic Control an. Als Journalist schrieb er u. a. für den Bath Herald (1899–1903) und den Daily Mirror (1905–1907). 
Anlässlich der Parlamentswahl des Jahres 1923 kandidierte Cocks erstmals erfolglos für einen Sitz im britischen Parlament, dem House of Commons: Er bewarb sich im Wahlkreis Maidstone, unterlag aber gegen seinen konservativen Gegenkandidaten.
Bei der Parlamentswahl des Jahres 1929 gelang es Cocks dann, als Kandidat der Labour Party für den Wahlkreis Broxtowe als Abgeordneter in das House of Commons gewählt zu werden. Nachdem er sein Mandat bei den Wahlen von 1931, 1935, 1945 und 1949 verteidigen konnte, gehörte er dem Unterhaus vierundzwanzig Jahre, bis zu seinem Tod, als Abgeordneter an. Nach seinem Tod wurde sein Sitz von William Wareby übernommen.
Von 1933 bis 1934 saß er im gemeinsamen Sonderausschuss für die Indische Verfassungsreform (Joint Select Committee on Indian Constitutional Reform) und von 1945 bis 1946 im Ausschuss für Parlamentarische Verfahrensfragen (Select Committee on Parliamentary Procedure). Zwei Jahre lang fugierte er zudem als Vorsitzender der Gruppe der Labourfraktion für auswärtige Angelegenheiten.
In den 1930er Jahren war Cocks einer der nachdrücklichsten Warner vor den vom nationalsozialistischen Deutschland ausgehenden Gefahren. Bereits Mitte des Jahrzehnts prognostizierte er den in den folgenden Jahren dann tatsächlich von der NS-Regierung eingeschlagenen Kurs der Aufrüstung und militärischen Aggression in seinen Unterhausreden, wobei er seine Befürchtungen durch Zitate aus Hitler-Reden und Auszüge aus Mein Kampf, der Bekenntnisschrift des deutschen Diktators fundierte.
Seine politische Ausrichtung gegen das NS-Regime und seine Politik brachte Cocks Ende der 1930er Jahre ins Visier der nationalsozialistischen Polizeiorgane, die ihn als wichtige Zielperson einstuften: Im Frühjahr 1940 setzte das Reichssicherheitshauptamt in Berlin ihn auf die Sonderfahndungsliste G.B., ein Verzeichnis von Personen, die im Falle einer erfolgreichen Invasion und Besetzung der britischen Inseln durch die Wehrmacht von den Besatzungstruppen nachfolgenden Sonderkommandos der SS mit besonderer Priorität ausfindig gemacht und verhaftet werden sollten.
Während seiner letzten Jahre im Unterhaus tat sich Cocks 1948/1949 durch die Einbringung einer Gesetzesvorlage zum Tierschutz (Anti-Blood Sports Bill) hervor, die das Jagen stark einschränkte. Diese wurde zwar abgelehnt, führte aber zur Einsetzung eines Komitees zur Untersuchung von Grausamkeit gegen Wildtiere.
Ende des 1940er Jahre nahm Cocks, von 1949 bis 1950 Mitglied der britischen Delegation bei der beratenden Versammlung des Europäischen Rates in Straßburg, an den Beratungen zur Europäischen Menschenrechtskonvention teil, wobei er sich – in der Sitzung vom 8. September 1949 – für die Aufnahme eines expliziten Folterverbotes in diese einsetzte.

## Familie
Cocks war verheiratet mit Hilda Catherine Forster Derry und hatte mit dieser einen Sohn und eine Tochter.

## Trivia
Cocks Name, der für englische Ohren auf phonetischer Ebene eine sexuell anrüchige Konnotation aufweist, machte ihn immer wieder zur Zielscheibe des Spottes von politischen Gegnern. So frozelte ein Parlamentskollege, der seinen Namen auf der Ankündigungstafel, die die in einer bevorstehenden Sitzung als Sprecher eingeplanten Abgeordneten auflistete, las: "Seymour Cocks. Hear more Balls" ("Guckt euch mehr Schwänze an. Und hört euch mehr Klöten an.")

## Schriften
- The Secret Treaties and Understandings. Text of the Available Documents with Introductory Commentsand Expalantory Notes, London 1918.
- E. D. Morel: the man and his work, 1920.
- Socialism and Agriculture: A Popular Explanation of the I.L.P. Agricultural Proposals, 1925.
- Europe's First Parliament: Reflections on the Strasbourg Assembly, 1949, 1950.